# BlackRock
BlackRock, Inc. (скраћено: BlackRock) је америчка компанија за управљање инвестицијама са седиштем у Њујорку, Сједињене Америчке Државе. Основана је 1988. године од стране Роба Капита и Ларија Финка као део BlackRock Financial Management у оквиру The Blackstone Group. Компанија је постала независна 1994. године и послује глобално са 70 канцеларија у 30 земаља, пружајући услуге клијентима у преко 100 земаља, укључујући Србију.

## Историја
BlackRock је основан 1988. године као део BlackRock Financial Management, под окриљем The Blackstone Group, са фокусом на управљање ризиком и имовином са фиксним приходимом. Године 1994. постао је независна компанија, а 1999. извршена је иницијална јавна понуда (IPO) на Њујоршкој берзи. У 2006. години, BlackRock је купио Merrill Lynch Investment Managers за 9,75 милијарди долара, проширујући своје портфељо. Године 2009. преузео је Barclays Global Investors за 13,5 милијарди долара, укључујући iShares разменљиве фондове (ETF), што је значајно повећало имовину под управљањем. 
У 2003. години, компанија је поднела захтев за заштиту од стечаја према Закону о стечају (Chapter 11) за своје америчко пословање због финансијских потешкоћа након пада IT сектора, излазећи из процедуре 2004. године након реструктурирања. Од јула 2023. године, BlackRock управља имовином вредном преко 10 билиона америчких долара. Године 2016. преименован је у IWG plc, са седиштем премештеним у Швајцарску због регулаторних изазова у Европској унији.

## Делатност
BlackRock се бави управљањем инвестицијама, укључујући акције, обвезнице, алтернативне инвестиције и пензионе фондове. Компанија пружа услуге управљања ризиком, анализе портфеља и едукације инвеститора. Њени производи укључују iShares разменљиве фондове (ETF), који представљају значајан део тржишта разменљивих фондова. Клијенти укључују институционалне инвеститоре, пензионе фондове и приватне клијенте широм света.

## Власништво
| Назив                             | Држава        | Удео        | %      |
| --------------------------------- | ------------- | ----------- | ------ |
| The Vanguard Group                | United States | 13,215,837  | 9.08%  |
| BlackRock Inc.                    | United States | 9,515,504   | 7.02%  |
| State Street Corporation          | United States | 5,940,826   | 4.95%  |
| Temasek Holdings Ltd.             | Singapore     | 5,133,360   | 4.28%  |
| Bank of America Corp.             | United States | 5,133,311   | 4.28%  |
| Capital Research Global Investors | United States | 4,532,590   | 3.78%  |
| Morgan Stanley                    | United States | 4,342,978   | 3.62%  |
| Charles Schwab Corporation        | United States | 3,768,467   | 3.14%  |
| Capital World Investors           | United States | 3,218,145   | 2.68%  |
| Geode Capital Management          | United States | 2,786,395   | 2.32%  |
| Сума првих 10                     |               | 44,371,576  | 36.07% |
| Укупно                            |               | 120,006,939 | 100%   |

## Цитати из медија
- „BlackRock, основан 1988. године од стране Ларија Финка и Роба Капита, постао је једна од кључних компанија за управљање инвестицијама, са фокусом на ризик и имовину.“[5]
- „У 2009. години, BlackRock је преузео Barclays Global Investors за 13,5 милијарди долара, укључујући iShares платформу, што је значајно утицало на раст имовине под управљањем.“[6]
- „Од јула 2023. године, BlackRock управља имовином вредном преко 10 билиона долара, радећи са клијентима у преко 100 земаља.“[7]